# Баба (гора, Босния)
Баба (серб. Баба) — гора в Боснии и Герцеговине, на территории Республики Сербской. Находится в общине Требине. Имеет три вершины, самая высокая — Дед, 1737 м над уровнем моря. Две другие — Каменная Голова (1666 м) и Голый Верх (1502 м). На горе имеются небольшие леса и многочисленные ямы и провалы. Своим северным склоном она соприкасается с горой Бьеласница.